# Japan Ice Hockey League 1999/2000
Die Saison 1999/2000 war die 34. Spielzeit der Japan Ice Hockey League, der höchsten japanischen Eishockeyspielklasse. Meister wurden zum insgesamt zehnten Mal in der Vereinsgeschichte die Seibu Prince Rabbits. Topscorer mit 54 Punkten wurde Chris Bright von Meister Seibu Prince Rabbits.

## Modus
In der Regulären Saison absolvierte jede der sechs Mannschaften insgesamt 30 Spiele. Die vier bestplatzierten Mannschaften qualifizierten sich für die Playoffs, in denen der Meister ausgespielt wurde. Für einen Sieg erhielt jede Mannschaft zwei Punkte, bei einem Unentschieden einen Punkt und bei einer Niederlage null Punkte.

## Reguläre Saison

### Tabelle
|    | Team                       | GP | W  | L  | T | GF  | GA  | Pts |
| -- | -------------------------- | -- | -- | -- | - | --- | --- | --- |
| 1. | Kokudo Ice Hockey Club     | 30 | 22 | 5  | 3 | 130 | 75  | 47  |
| 2. | Seibu Prince Rabbits       | 30 | 20 | 9  | 1 | 104 | 79  | 41  |
| 3. | Nippon Paper Cranes        | 30 | 14 | 13 | 3 | 94  | 88  | 31  |
| 4. | Ōji Eagles                 | 30 | 13 | 15 | 2 | 103 | 97  | 28  |
| 5. | Snow Brand Ice Hockey Club | 30 | 9  | 17 | 4 | 79  | 110 | 22  |
| 6. | Nikkō Ice Bucks            | 30 | 3  | 22 | 5 | 45  | 106 | 11  |

GP = Spiele, W = Siege, L = Niederlagen, T = Unentschieden

## Playoffs
|  | Halbfinale | Halbfinale             | Halbfinale |  |  | Finale | Finale                 | Finale |
|  |            |                        |            |  |  |        |                        |        |
|  |            |                        |            |  |  |        |                        |        |
|  | 1          | Kokudo Ice Hockey Club | 3          |  |  |        |                        |        |
|  | 4          | Ōji Eagles             | 0          |  |  |        |                        |        |
|  |            |                        |            |  |  | 1      | Kokudo Ice Hockey Club | 1      |
|  |            |                        |            |  |  | 2      | Seibu Prine Rabbits    | 3      |
|  | 2          | Seibu Prince Rabbits   | 3          |  |  |        |                        |        |
|  | 3          | Nippon Paper Cranes    | 2          |  |  |        |                        |        |
|  |            |                        |            |  |  |        |                        |        |

### Topscorer
|     | Spieler           | Team       | Punkte |
| --- | ----------------- | ---------- | ------ |
| 1.  | Chris Bright      | Seibu      | 54     |
| 2.  | Kiyoshi Fujita    | Seibu      | 47     |
| 3.  | Darcy Mitani      | Cranes     | 42     |
| 4.  | Allen Conrey      | Cranes     | 42     |
| 5.  | Joel Dyck         | Cranes     | 37     |
| 6.  | John Tucker       | Kokudo     | 36     |
| 7.  | Ryan Kuwabara     | Kokudo     | 34     |
| 8.  | Stefano Figliuzzi | Snow Brand | 33     |
| 9.  | Takahito Suzuki   | Kokudo     | 33     |
| 10. | Kunihiko Sakurai  | Ōji        | 30     |

## Auszeichnungen
- Most Valuable Player – Dusty Imoo, Seibu Prince Rabbits
- Rookie of the Year – Makoto Kawashima, Ōji Eagles

## All-Star-Team
| Tor          | Dusty Imoo (Seibu)   | Dusty Imoo (Seibu)   | Dusty Imoo (Seibu)       | Dusty Imoo (Seibu)       | Dusty Imoo (Seibu)    | Dusty Imoo (Seibu)    |
| Verteidigung | Joel Dyck (Cranes)   | Joel Dyck (Cranes)   | Joel Dyck (Cranes)       | Corey Foster (Kokudo)    | Corey Foster (Kokudo) | Corey Foster (Kokudo) |
| Sturm        | Chris Bright (Seibu) | Chris Bright (Seibu) | Toshiyuki Sakai (Kokudo) | Toshiyuki Sakai (Kokudo) | Darcy Mitani (Cranes) | Darcy Mitani (Cranes) |